# España: un enigma histórico
España: un enigma histórico es una obra de Historia, editada en dos volúmenes, del historiador español Claudio Sánchez-Albornoz. Su primera publicación tuvo lugar en la ciudad argentina de Buenos Aires en 1956. El libro se considera la obra cumbre del autor y una de las más influyentes de la historiografía española.
El eje temático de la obra es España como idea, desarrollada a partir de diversos sucesos como la Leyenda Negra, para acabar llegando a la guerra civil española. Del libro es tan importante su contenido como otros dos aspectos: la polémica con Américo Castro, que mantenía una tesis sobre la idea de España distinta a la de Sánchez-Albornoz; y su calidad literaria, de muy alta factura. El hispanista Stanley G. Payne lo ha considerado como un libro "impresionante".
Desde su primera publicación el libro se ha reeditado en numerosas ocasiones, lo que da muestra de su impacto en la historiografía posterior.